# Miguel Ángel Bossio Bastianni
Miguel Bossio és un exfutbolista uruguaià, que ocupava la posició de migcampista. Va néixer a Montevideo el 10 de febrer de 1960.
Va militar a diferents clubs del seu país natal, com el Racing de Montevideo o el Peñarol. El 1986 fa el salt a la competició espanyola, primer formant al València CF. Posteriorment va jugar al CE Sabadell i a l'Albacete Balompié.
Bossio va ser internacional amb l'Uruguai en 30 ocasions, tot marcant un gol. Va participar en el Mundial de 1986 amb la seua selecció.